# GOGO!ぷりん帝国
『GOGO!ぷりん帝国』（ゴーゴー!ぷりんていこく）は、くぼたまことによる日本の漫画作品。

## 概要
エニックス（現スクウェア・エニックス）の漫画雑誌『月刊少年ガンガン』1996年2月号から2000年4月号まで連載されていた。全6巻。後に、ヤングガンガンコミックスから全4巻として復刻された。
本作品では特撮作品のパロディ形式を用いながら「あるあるネタ」や「生活臭あふれる怪人」を登場させており、後のくぼた作品に通じる要素がある。しかし、最終回はそれまでのギャグとは違いシリアスな内容となっている。
同作者の「天体戦士サンレッド」とは世界観を共有しており、本作品のキャラクターがゲスト出演している。
また、2009年に上記のアニメ版サンレッド28話の終盤にて、本編とリンクする形でぷりん帝国が出演し、29話ではショートコーナー「GOGO!ぷりん帝国」として放送され、間接的ではあるが約10年越しのテレビアニメ化を果たした。これにより、ジャバやベルムスに声がつくことになったが、担当声優は39話まで意図的に伏せられていた。

## あらすじ
地球より3億光年離れた場所にある惑星ババロア。この星には、地球侵略を企む悪の帝国「ぷりん帝国」が存在する。惑星ババロアの寿命があと1年という短さに迫ったため、帝国は新たなる惑星入手を目的として地球侵略をもくろみ、怪人を地球へ送り込むことに。彼らの馬鹿馬鹿しくも生活臭漂う侵略物語の始まりである。

## 登場人物
帝王（ていおう）
ぷりん帝国の帝王。本名は不明。物凄く重量のある鎧を常に着込んでいる。背中のマントには「P」の文字が描かれており、鎧の胸には「ていおう」と書かれている。基本的に無口な性格で、初期は喋っている描写があるが、後半になるにつれて殆ど喋らなくなり、その代わりに胸の文字がセリフ代わりになる、「と帝王は思った」とモノローグがあるなど、帝王の考えが読者に伝わるようになっている。先代帝王の死により急に王位を受け継いだ。いかつい見た目に反して非常に子供っぽい性格であり、何かとうるさいジャバを面倒に思ったり、勝手にあちこちに行ったり、部下の怪人たちと遊んでいたりする。その子供っぷりにはジャバも頭を痛めてはいるが、根は優しい人物であり、時折ジャバを気遣う場面も見られる。そのためか国民には好かれており、最終話でアルデン帝国が攻め込んできたときには国民総出で帝王を守るために戦っていた。甘いものとジャージが好き。
アニメ版『天体戦士サンレッド』においての出演では当然ながら声がつかなかったが、帝王のモノローグとなる「お散歩ナレーション」を川村万梨阿が担当した。
ジャバ
声 - 髙木俊
ぷりん帝国の長老的存在。常に杖を持っており、服の胸には「P」のマークが描かれている。帝王に代わり、帝国を取りまとめている。帝王のお目付け役でもあり、子供っぽい帝王の行動には頭を痛めているが、帝王の優しさも理解しており、帝王と帝国に尽くすことを使命と考えている。思い込みの強い一面もあり、地球の事柄について度々誤解し、その誤解を部下たちに広めてしまう。また、妻に先立たれている。
ベルムス
声 - 村瀬克輝
ぷりん帝国軍団長。戦闘においては強く、頼りになる男だが、私生活においてはホステスのたえ子に貢いでいるために、貧乏生活を送っている。スーパーマーケットなどの家庭的な事に関する知識が豊富。貧乏な料理が得意で、野草を食べる事もある。代表的な料理はマヨネーズの海苔巻である「ベルムス巻き」。貧乏生活については、作者のくぼたまこと自身の生活がヒントになっている。
バルゲン
昔帝国で活躍した伝説の軍師で、既に引退している。しかし息子の嫁・かよ子にいびられる日々に嫌気がさし、帝国に復帰したいと考えている。復帰のため、帝王・ゲブロス・セミ怪人と共にスーパーエリートジャージ（SEJ）隊を結成したが、ただ遊んでいるだけである。年齢の割に身体は元気。最終話ではアルデン帝国の策略を見抜いて帝国を勝利に導き、最高顧問に就任している。
ゲブロス
帝国の怪人でスーパーエリートジャージ隊のメンバー。初登場の際、「極度の心配性」により地球侵略に失敗する。その後、特に理由もなくSEJ隊に参加。普段は黒タイツを着込み、セミ怪人と共に馬鹿なことばかりしている。しかし意外と戦闘力は高く、最終話ではセミ怪人とともに帝王を守るために奮闘した。
セミ怪人
帝国の怪人でスーパーエリートジャージ隊のメンバー。初登場の際、「方向音痴」により地球侵略に失敗し、時々帝国内でも迷っている。セミをモチーフとしているが、最初期の怪人はショッカー怪人のように生き物をモチーフとしており（後述のクモ怪人も同様）、その設定の貴重な名残りとなっている。ゲブロスと共に黒タイツを着込み、馬鹿なことばかりしている。ゲブロスと同じく戦闘力があり、最終話で共に活躍した。
ゼルド
必殺技「ゼルドファイナルブラスター」で惑星すら破壊して、ぷりん帝国最強怪人といわれる。家庭第一であり、息子であるたかしの事で頭を悩ませており現在休職中。最終話でアルデン帝国から攻め込んできた隊長を倒す活躍を見せた。
デロイ
いつも帝王を食おうとしている怪物。その理由は不明とされていたが、最終回では「大好きな」帝王を守るためにアルデン帝国の戦士たちの前に立ちはだかった。芋虫のような外見だが、文字を書いたりお中元を贈ったりするなどの知能はある。また、言葉も話すことが出来る。
キケロン
満月の夜に火山の奥底から覚める怪獣。他人の冷蔵庫チェックや焼肉奉行などで人々を恐怖のどん底に陥れる。根はいい奴で、最終的には好かれることが多い。マグマを吐く。最終話では、満月でもないのに帝王を守るために現れて戦った。
ダンディー男爵
ぷりん帝国外交官で、本名はヴォルト・フォン・ネウス。高貴な男だが、先々で貧乏臭い出来事に巻き込まれて、その度に寝込んでしまう。
ゲビル
アイスマスターと呼ばれる怪人。冷静な分析能力も武器の一つだが、その能力は「なぜお茶請けのもなかが予想外においしかったのか」「ラーメンライスはなぜ貧乏くさいのか」などといったどうでもよい事に用いられている。ケーキが大好物。消費者金融に借金がある。
マーベル
4年前の隊長決定戦でベルムスに敗れた彼のライバル。趣味は作詞。ベルムスと低レベルなもめごとや勝負をよく行う。
メルバ
14歳の若さにして帝国最強の忍術使い。性格はかなり内向的な中学生で、思春期の自意識を持て余している。マラソンが苦手。
ゼニス
狂える貴公子の異名を持ち、ベルムスやマーベルに匹敵する実力者だが天然ボケ。空を飛ぶことが出来る。
クモ怪人
ぷりん帝国で初登場した怪人。クモをモチーフとしている。地球侵略の命を受けても、盲腸や骨折などのせいで、地球に行くことはできなかった。
コードヴァ
ぷりん帝国よりさらにたちが悪い、単なる征服欲だけで侵略を行うアルデン帝国の司令官。最終話でジャバたち帝国軍をおびき寄せ、その隙を突いて別働隊に帝王を狙わせ、ぷりん帝国に最大の危機をもたらしたが、帝王を慕う国民たちの結束力の前に敗北した。

## 単行本
ガンガンコミックススペシャル
1. ISBN 4-87025-199-X
2. ISBN 4-87025-212-0
3. ISBN 4-87025-246-5
4. ISBN 4-87025-418-2
5. ISBN 4-7575-0128-5
6. ISBN 4-7575-0260-5

ヤングガンガンコミックス
1. ISBN 978-4-7575-2053-0
2. ISBN 978-4-7575-2054-7
3. ISBN 978-4-7575-2088-2
4. ISBN 978-4-7575-2089-9